# Reinhold Uggla
Carl Reinhold Uggla, född 14 oktober 1754, död 10 februari 1809, var en svensk militär.
Reinhold Uggla var son till kapten Isak Johan Uggla och Märta Eufrosyne Morman samt dotterson till Anton Johan Morman. Han blev volontär vid fortifikationen 1771, furir vid garnisonsregementet i Malmö 1772, sergeant vid Sprengtportska regementet 1773, fänrik där samma år, kornett vid Lätta livdragonregementet 1777 och löjtnant där 1780. Uggla blev sekundmajor 1789, premiärmajor 1792, överste i armén 1795 och överstelöjtnant vid Livhusarregementet 1796. Han var överste och sekundchef för Livgardet till häst 1797–1809. Uggla blev 1794 riddare och 1802 kommendör av Svärdsorden.